# IPad mini (第六代)
第六代iPad mini（正式名称仅为iPad mini，而iPad mini 6为俗称）是苹果在2021年9月14日发布的一款8.3英寸iPad平板电脑产品，其前代产品第五代iPad mini于同一天停产。

## 外觀
第六代iPad mini在外觀上相較於前代有較大改變，螢幕部分改用全螢幕設計，並且擁有iPad mini系列中最大的8.3吋螢幕。原先整合於Home鍵的Touch ID被整合至上方電源鍵上。
顏色共有四色:太空灰色、粉紅色、紫色、星光色。

| 顏色 | 中文名稱 | 英文名稱   |
| ---- | -------- | ---------- |
|      | 太空灰色 | Space Gray |
|      | 粉紅色   | Pink       |
|      | 紫色     | Purple     |
|      | 星光色   | Starlight  |

## 硬體
第六代iPad mini 採用降頻版的A15仿生晶片，此代改用USB Type C接口進行充電與資料傳輸，並支援第二代Apple Pencil。

## 爭議

### iPad mini 6果凍屏問題
在iPad mini 6剛上市沒多久，便有許用戶發現iPad mini 6在直立使用下，上下滑動時會出現左右邊畫面更新不同步的問題（俗稱果凍屏）。而外媒iFixit在拆解後發現iPad mini 6的面板控制器位於iPad mini 6的長邊，導致在直立顯示下會出現果凍屏效應，而iPad Air 4的面板控制器則是位於短邊位置，因此在水平使用下也會產生果凍屏效應。
爾後蘋果公司向外媒Ars Technica表示，因LCD是逐行掃描，故螢幕頂部跟底部像素之間的更新時間會有些許延遲，屬於正常現象。

## 时间线
|  |